# Dempo Sports Club
Dempo S.C. is een voetbalclub uit Panaji, Goa (deelstaat), India. Samen met Mahindra United is het de meest toonaangevende club in India die eveneens op internationaal niveau actief is.

## Spelers
| No. | Afkomst  | Positie      | Speler                     |
| --- | -------- | ------------ | -------------------------- |
| 1.  | India    | Doelman      | Abijit Mondal              |
| 2.  | Nigeria  | verdediger   | Majekodunmi Bolagi         |
| 3.  | India    | verdediger   | John Charles Dias          |
| 4.  | India    | verdediger   | Stanley Colaco             |
| 5.  | India    | verdediger   | Y. Raju Singh              |
| 6.  | India    | Middenvelder | Jules Claudio Alberto Dias |
| 7.  | India    | Middenvelder | Nacimento Silveira         |
| 9.  | Nigeria  | aanvaller    | Ranty Martins Soleye       |
| 11. | Brazilië | aanvaller    | Roberto Mendes Silva       |
| 14. | India    | Middenvelder | Mauricio Freeman Peixoto   |
| 15. | India    | Middenvelder | Cliford Miranda            |
| 16. | India    | verdediger   | Sameer Naik                |
| 17. | India    | aanvaller    | Joaquim Abranches          |
| 19. | India    | Middenvelder | Johnny D'Cruz              |
| 21. | India    | aanvaller    | V.P. Satish Kumar          |
| 22. | India    | aanvaller    | Ishfaq Ahmed               |
| 24. | India    | verdediger   | Melwyn Rodrigues           |
| 25. | India    | verdediger   | Pio Rodrigues              |
| 26. | India    | aanvaller    | Sebastiao Endro            |
| 28. | India    | verdediger   | Dhanraj Ravanan            |
| 29. | India    | Middenvelder | Agnelo Martins             |
| ??. | India    | Middenvelder | Jose Colaco                |